# Dolmen von Garde Epée
Der Dolmen von Garde-Épée liegt im Süden der Straße D 157 wenige Meter vom Dolmen Rocher de la Vache entfernt, östlich von Saint Brice bei Cognac im Département Charente in Frankreich. Dolmen ist in Frankreich der Oberbegriff für Megalithanlagen aller Art (siehe: Französische Nomenklatur).
Der Dolmen von Garde-Épée ist ein großer Dolmen, dessen Kammer etwa 4,0 Meter lang, 3,0 Meter breit und 2,0 Meter hoch ist. Er hat einen einzigen großen Deckstein, der in zwei Teile zerbrochen ist, aber noch aufliegt. Der größere westliche Teil hat mehrere Schälchen (französisch Pierres aux écuelles oder pierre à cupules). Der Dolmen hat zwei seitliche Tragsteine auf der Südseite, einen im Norden (der andere fehlt) und einen Endstein im Osten. Der einsturzgefährdete Dolmen wurde durch Fremdsteine abgesichert.
Der Dolmen wird auf etwa 3500 v. Chr. datiert und wurde 1926 als Monument historique klassifiziert.